# Gulon
Il Gulon è una creatura leggendaria della cultura scandinava, chiamato anche Gulo, "Jerff" (in svedese) o "Vielfras" (in tedesco).
Viene descritto come un miscuglio di altre creature: grande circa come un cane, il viso di un gatto, unghie molto affilate, peli lunghi e marroni, e la coda come quella di una volpe.
Il Gulon simboleggia la golosità per le sue strane abitudini alimentari. Mangia più del necessario, e per aiutarsi ad inghiottire il pasto cerca di passare attraverso due alberi molto vicini tra loro, in modo da spingere giù il cibo. A quel punto può ricominciare a cacciare e a mangiare.
Si ritiene generalmente che la figura del Gulon sia derivata da antichi racconti sul ghiottone, animale vorace (che spesso uccide prede più grandi di sé, si abbuffa sulla carcassa e poi la trascina via per finirla dopo) e che da lontano può assomigliare alla descrizione del Gulon. 